# Minettia
Minettia is een geslacht van vliegen uit de familie van de Lauxaniidae. De wetenschappelijke naam van de soort is voor het eerst geldig gepubliceerd in 1830 door Robineau-Desvoidy.

## Soorten
- Ondergeslacht Plesioninettia Shatalkin, 2000
  - M. crassulata Shatalkin, 1998[1]
  - M. divaricata Sasakawa, 1985[1]
  - M. filia (Becker, 1895)[1][2]
  - M. fuscescens Shatalkin, 1998[1]
  - M. gemina Shatalkin, 1992[1]
  - M. gemmata Shatalkin, 1992[1]
  - M. helva Czerny, 1932[1]
  - M. helvola (Becker, 1895)[1]
  - M. ishidai (Sasakawa, 1985)[1]
  - M. loewi (Schiner, 1864)[1]
  - M. omei Shatalkin, 1998[1]
  - M. punctata Sasakawa, 1985[1]
  - M. styriaca (Strobl, 1892)[1]
  - M. tenebrica Shatalkin, 1992[1]
- Ondergeslacht Frendelia Collin, 1948
  - M. acuminata Sasakawa, 1985[1]
  - M. austriaca Hennig, 1951[1]
  - M. eoa Shatalkin, 1992[1]
  - M. kunashirica Shatalkin, 1992[1]
  - M. longipennis (Fabricius, 1794)[1][2]
  - M. martineki Ceianu, 1991[1]
  - M. nigritarsis Shatalkin, 1998[1]
- Ondergeslacht Minettia Robineau-Desvoidy, 1830
  - M. andalusiaca (Strobl, 1899)[1]
  - M. biseriata (Loew, 1847)[1]
  - M. bulgarica Papp, 1981[1]
  - M. cantolraensis Carles-Tolra, 1998[1]
  - M. caucasica Shatalkin, 1998[1]
  - M. cypriota Papp, 1981[1]
  - M. czernyi Freidberg & Yarom, 1990[1]
  - M. dedecor (Loew, 1873)[1]
  - M. desmometopa (de Meijere, 1907)[1][2]
  - M. fasciata (Fallén, 1820)[1]
  - M. filippovi Shatalkin, 1998[1]
  - M. flavipalpis (Loew, 1847)[1]
  - M. flaviventris (Costa, 1844)[1][2]
  - M. galil Freidberg, 1991[1]
  - M. hyrcanica Shatalkin, 1999[1]
  - M. inusta (Meigen, 1826)[1][2]
  - M. linguifera Sasakawa & Kozanek, 1995[1]
  - M. longiseta (Loew, 1847)[1][2]
  - M. lupulina (Fabricius, 1787)[1][2]
  - M. muricata (Becker, 1895)[1]
  - M. palaestinensis Papp, 1981[1]
  - M. pallida (Meigen, 1830)[1]
  - M. plumicheta (Róndani, 1868)[1]
  - M. plumicornis (Fallén, 1820)[1][2]
  - M. punctiventris (Róndani, 1868)[1]
  - M. quadrisetosa (Becker, 1907)[1]
  - M. rivosa (Meigen, 1826)[1]
  - M. subtinctiventris Papp, 1981[1]
  - M. subvittata (Loew, 1847)[1][2]
  - M. suillorum (Robineau-Desvoidy, 1830)[1]
    - =[3] Sapromyza tinctiventris Rondani, 1868
    - =[3] Sapromyza muricata Becker, 1895
    - =[3] Sapromyza subtinctiventris Papp, 1981

  - M. tabidiventris (Papp, 1877)[1]
  - M. tetrachaeta (Loew, 1873)[1]
  - M. tinctiventris (Róndani, 1868)[1]
  - M. tubifer (Meigen, 1826)[1][2]
  - M. tunisica Papp, 1981[1]
- Niet in een ondergeslacht geplaatst:
  - M. nigriventris (Czerny, 1932)[1]
  - Minettia aenigmatica Ebejer, 2019 [3]